# Rhescyntis pseudomartii
Rhescyntis pseudomartii, denominado vernacularmente meia-lua, é um inseto da ordem Lepidoptera; uma mariposa, ou traça, noturna e neotropical da família Saturniidae e subfamília Arsenurinae; classificada em 1976 por Claude Lemaire; o seu gênero, Rhescyntis, classificado por Jacob Hübner em 1819; esta espécie estando descrita por Eurico Santos como "um dos nossos bichos-da-seda indígenas" e um "belo lepidóptero" que "deve seu nome vulgar", meia-lua, "ao fato de ter as asas anteriores muito recurvadas", atingindo entre "160 a 180 mm de envergadura"; encontrando-se distribuído no sudeste e sul do Brasil; as suas lagartas já encontradas e se criando em plantas do gênero Virola (família Myristicaceae), numa espécie da Mata Atlântica conhecida por bicuíba, candeia-de-caboclo ou bocuvaː Virola bicuhyba. Como uma regra mais ou menos geral nessa família o tamanho do corpo desses insetos é relativamente pequeno em relação ao tamanho de suas asas.